# Takab
Takab (persa: تکاب, kurd: Tikab) és una vila i un districte de la província de l'Azerbaidjan Occidental a l'Iran. El seu nom antic és Xiz, que es pot trobar també transcrit com a Shiz.

## Història
Xiz és un lloc del sud-est del llac Urmia, on hauria nascut Zoroastre; potser donava nom al districte i va donar nom a un important temple de foc. Xiz podria derivar del nom asvèstic del llac, Čaečasta, però altres teories la fan derivar de l'àrab gazn, al seu torn derivat de la població de Gazaka (Gandjak en pahlavi), però hi ha referències que demostren que Gazaka i Xiz eren localitats diferents. Un temple com el que descriu el geògraf Abu-Dúlaf (segle X) es troba a Takht-i Sulayman a uns 140 km de l'angle sud-est del llac, a 14 km de Gazaka i és probable que el rei Còsroes I el Just hagués traslladat el temple de foc de Gazaka a una població propera però menys accessible, doncs Gazaka va ser ocupada dues vegades per l'emperador Heracli (624 i 627 o començaments del 628). Tot i el trasllat el temple va conservar gran importància pels perses fins i tot als primers temps de l'islam; el califa Umar el va acceptar per un tractat amb el marzban de l'Azerbaidjan; no obstant és poc probable que encara subsistís al segle X quan la va visitar Abu-Dúlaf.